# Philippe Le Guay
Pour les articles homonymes, voir Le Guay.
Philippe Le Guay est un réalisateur et scénariste français né le 22 octobre 1956 à Neuilly-sur-Seine.
Il écrit lui-même l'ensemble de ses films, ce qui confère à son œuvre une tonalité personnelle. S'inscrivant majoritairement dans le registre de la comédie, ses films abordent des thématiques sociales et sociétales. Parmi ses réalisations les plus remarquées figurent Le Coût de la vie, Les Femmes du 6e étage et Alceste à bicyclette, dans lesquels il dirige régulièrement Fabrice Luchini, acteur récurrent et parfois co-scénariste.

## Biographie
Philippe Le Guay est diplômé de l'IDHEC, où il entre en 1980 après des études de lettres. Il appartient à une promotion comprenant Arnaud Desplechin, Pascale Ferran, Éric Rochant, Pierre Trividic et Radu Mihaileanu. En parallèle, il collabore comme rédacteur à la revue Cinématographe, où il rencontre le scénariste Jérôme Tonnerre, futur collaborateur régulier.

### Origines et influences
Philippe Le Guay est issu d'une famille ayant des attaches à Saint-Julien-sur-Sarthe, dans le département de l'Orne, où il a passé une partie de son enfance. Cette région rurale a inspiré le décor de son film Normandie nue (2018), centré sur le monde agricole dans le hameau du Mêle-sur-Sarthe.
Il est également le frère de Marie-Laure Le Guay, ancienne épouse de l'homme politique Dominique de Villepin. 

### Débuts
Philippe Le Guay réalise son premier long métrage en 1989, Les Deux Fragonard, un film historique se déroulant au XVIIIe siècle autour des figures de Jean-Honoré Fragonard et Honoré Fragonard. En 1995, il signe la comédie romantique L'Année Juliette, avec Fabrice Luchini, puis, en 2001, Trois huit, un drame social inspiré d'un fait divers, mettant en scène deux ouvriers en conflit.
Il réalise également deux téléfilms : Rhésus Roméo (1993) et V comme Vian (2009), une biographie de l'écrivain. Parallèlement, il écrit ou coécrit plusieurs scénarios pour d'autres réalisateurs, dont deux pour Nicole Garcia (15 août et Un week-end sur deux) et deux pour Brigitte Roüan (Grosse et Outremer).

### Reconnaissance critique et publique
En 2003, Philippe Le Guay réalise Le Coût de la vie, une comédie chorale sur la relation à l'argent, réunissant notamment Fabrice Luchini, Vincent Lindon, Claude Rich et Lorànt Deutsch. Le film attire près d’un million de spectateurs en France.
En 2006, il met en scène Du jour au lendemain, une comédie autour du thème du bonheur, avec Benoît Poelvoorde.
Son plus grand succès public intervient en 2011 avec Les Femmes du 6e étage, une comédie sur des domestiques espagnoles dans le Paris des années 1960. Le film réunit Fabrice Luchini, Sandrine Kiberlain, Carmen Maura, Natalia Verbeke et Audrey Fleurot, et dépasse les trois millions d'entrées en Europe.
En 2013, il réalise Alceste à bicyclette, interprété par Fabrice Luchini et Lambert Wilson, une comédie inspirée du Misanthrope de Molière. Le film aborde les thèmes du métier d'acteur et du narcissisme, et rassemble un million de spectateurs.
Il poursuit avec Floride (2015), une comédie dramatique sur la vieillesse avec Jean Rochefort et Sandrine Kiberlain, puis Normandie nue (2018), avec François Cluzet, centré sur le monde agricole.
En 2020, il change de registre avec L'Homme de la cave, un thriller psychologique sur fond de négationnisme, toujours avec François Cluzet.

### Jurys et distinctions
Philippe Le Guay est membre du jury du Festival international du court métrage de Clermont-Ferrand en 2013 et du Festival international du film d'Istanbul en 2014. En 2018, il est président d’honneur du 14e Festival Un Réalisateur dans la Ville, à Nîmes.

## Filmographie

### Comme réalisateur
- 1989 : Les Deux Fragonard
- 1995 : Rhésus Roméo (TV)
- 1995 : L'Année Juliette
- 2001 : Trois Huit
- 2003 : Le Coût de la vie
- 2006 : Du jour au lendemain
- 2011 : Les Femmes du 6e étage
- 2011 : V comme Vian (TV)
- 2013 : Alceste à bicyclette
- 2015 : Floride
- 2018 : Normandie nue
- 2021 : L'Homme de la cave
- 2022 : L'affaire Annette Zelman (téléfilm)

### Comme scénariste
- 1984 : Il ne faut jurer de rien de Christian Vincent
- 1985 : Grosse de Brigitte Roüan
- 1986 : 15 août de Nicole Garcia
- 1989 : Les Deux Fragonard (avec Jérôme Tonnerre)
- 1990 : Un amour de trop de Franck Landron
- 1990 : Un week-end sur deux de Nicole Garcia
- 1990 : Outremer de Brigitte Roüan
- 1992 : Mémoire traquée de Patrick Dewolf
- 1992 : Ascension Express
- 1995 : Rhésus Roméo (avec Lou Jeunet)
- 1995 : L'Année Juliette (avec Brigitte Roüan et Jean-Louis Richard)
- 2001 : Trois Huit (avec Olivier Dazat et Régis Franc)
- 2003 : Le Coût de la vie (avec Jean-François Goyet)
- 2006 : Du jour au lendemain (avec Olivier Dazat)
- 2011 : Les Femmes du 6e étage (avec Jérôme Tonnerre)
- 2013 : Alceste à bicyclette (avec Fabrice Luchini)
- 2015 : Floride (avec Jérôme Tonnerre, d'après une pièce de Florian Zeller)
- 2018 : Normandie nue (avec Victoria Bedos et Olivier Dazat)

### Comme acteur
- 1990 : Un amour de trop de Franck Landron
- 1992 : Août d'Henri Herré
- 2004 : Les Textiles de Franck Landron : L'habitué de la boulangerie
- 2010 : Le Cinéma de Boris Vian de Yacine Badday et Alexandre Hilaire : lui-même
- 2013 : Pas son genre de Lucas Belvaux : le modérateur

## Discographie
- En 2013 est paru chez Disques Cinémusique un CD intitulé Les Musiques de Jorge Arriagada pour les Films de Philippe Le Guay qui réunit les compositions originales de Jorge Arriagada pour Les Deux Fragonard, Les Femmes du 6e étage et Alceste à bicyclette.